# Geologie Spitzbergens

Beschriftete Topographische Karte der Inselgruppe Spitzbergen

Die Geologie Spitzbergens bzw. der Inselgruppe Spitzbergen (Svalbard) hat eine ungewöhnlich abwechslungsreiche und komplizierte geologische Geschichte, die mit Laurentia und insbesondere mit Ost-Grönland im Zusammenhang steht. Sie waren mit Ost-Spitzbergen Bestandteile des Superkontinents Rodinia vor 900 Millionen Jahren. Nach dessen Zerfall vollzogen diese separierten Fragmente gemeinsam eine Kontinentaldrift, die im Präkambrium vor 550 Millionen Jahren in hohen südlichen Breiten nahe am Südpol begann und zur heutigen Position in hohe nördliche Breite führte.
Die geodynamische Entwicklung Spitzbergens kann in mehrere Phasen unterteilt werden: Zwischen dem späten Paläoproterozoikum und dem unteren Paläozoikum entstand das Grundgebirge mit bis zu 1750 Millionen Jahre altem Gestein und der Kaledonischen Orogenese vor 450 Millionen Jahren. Mächtige Sedimente lagerten sich während des Phanerozoikums, beginnend im Devon bis zum Tertiär, ab. In karbonischen bis tertiären Sümpfen entstanden periodisch Kohleflöze. Vor 40 Millionen Jahren hatte sich der Atlantik geöffnet, und Spitzbergen wurde von Grönland getrennt. Ab dem Quartär traten wiederholte Vergletscherungen auf. Sie hatten maßgeblichen Einfluss auf die Geographie und formten die heutige Geomorphologie. Ab dem Ordovizium fossilierten zahlreiche und diverse Fauna- und Flora-Lebewesen in sedimentären Ablagerungen.
Hinweis: Sofern nicht anders vermerkt, beziehen sich die hier aufgeführten Bezeichnungen für die paläogeographischen, geologischen, klimatischen und sonstigen Merkmale der Kontinente und Ozean auf die jeweils behandelten Zeiträume.

## Erdgeschichtlicher Rahmen

Vermutliche Paläogeographie Columbias
Laurentia, Baltica und Avalonia im Kontinent Laurussia
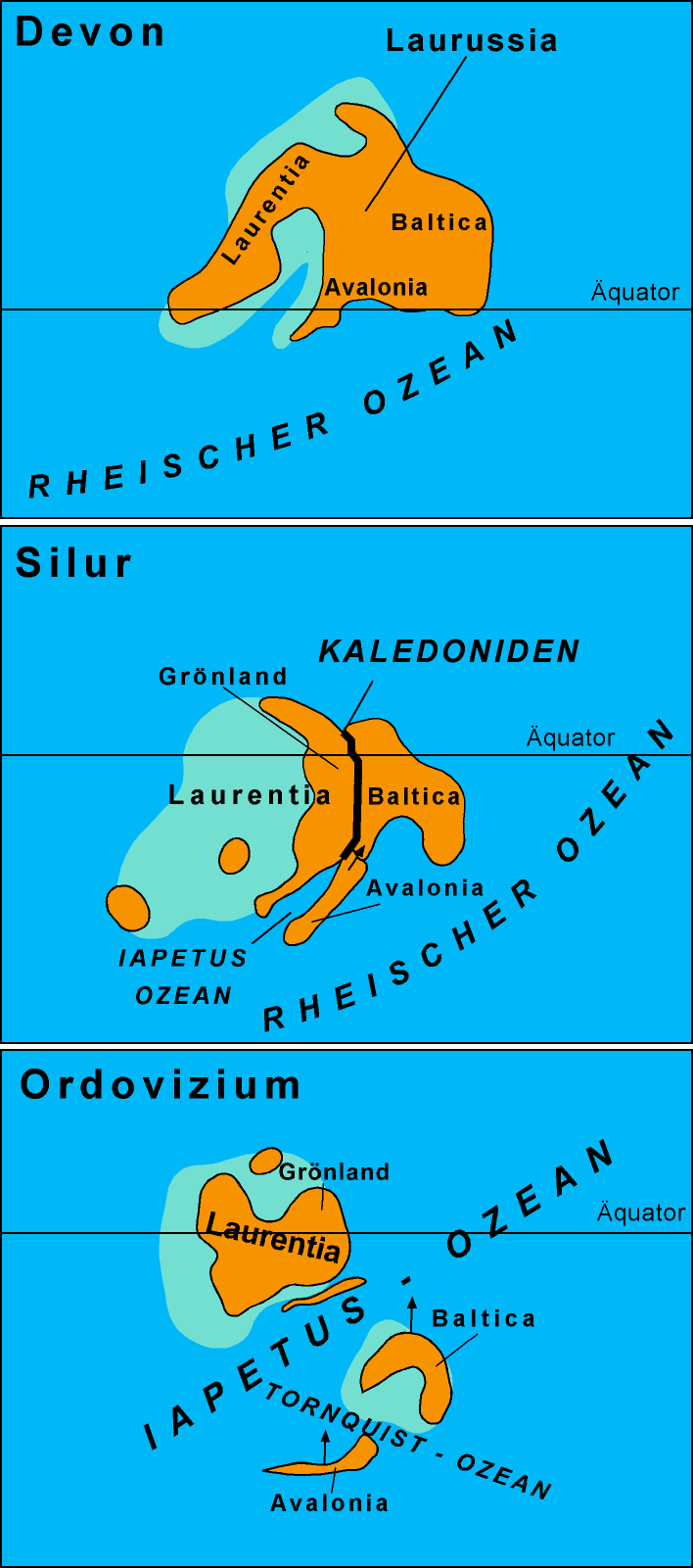
Prinzipdarstellung der paläogeographischen Entwicklung von Avalonia, Baltica und Laurentia vom Ordovizium bis zum Devon
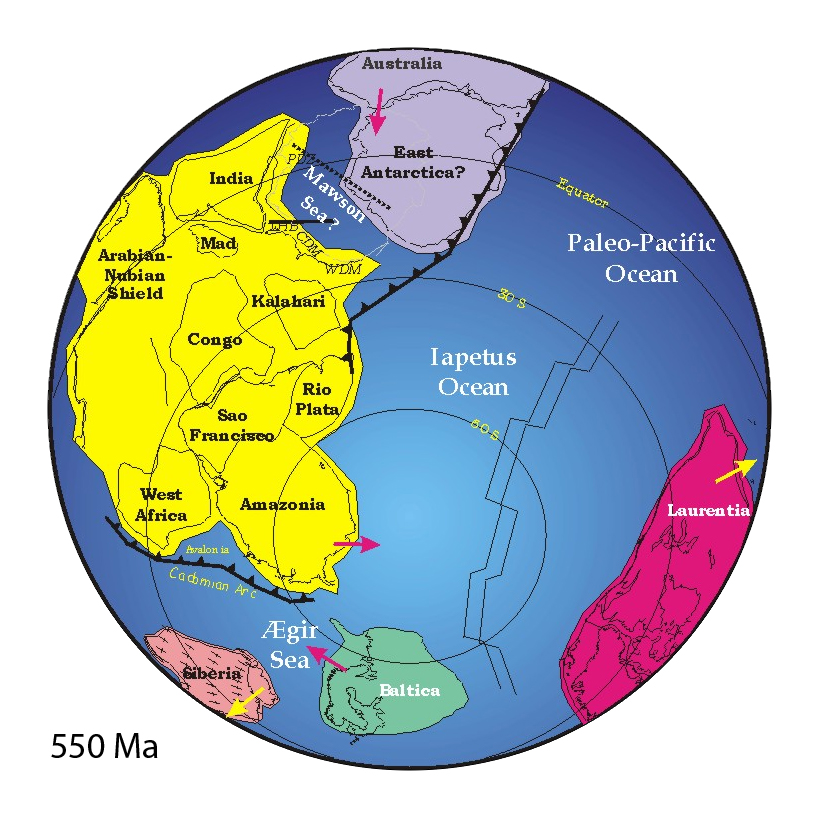
Lage des Iapetus-Ozeans vor 550 Millionen Jahren
Lage der kaledonischen Gebirge im frühen Devon

In der Paläogeographie des Superkontinents Rodinia um 900 mya lag Spitzbergen im Bereich am östlichen Rand des archaischen Kontinents Laurentia. Dieser umfasste weite Bereiche des heutigen Nordamerikas einschließlich Grönlands. Er war auch bereits früher Bestandteil des hypothetischen Superkontinents Columbia. In der Paläogeographie Columbias um 1590 mya lagen Laurentia und Grönland in mittleren bis hohen nördlichen geographischen Breiten, während sich in der Rodinia-Konstellation die beiden kontinentalen Landmassen mit Ost-Spitzbergen um den Äquator gruppierten.
Zwischen dem ausgehenden Neoproterozoikum und dem späten Ordovizium, von 550 bis 444 mya, lagen der neoproterozoische Kontinent Baltica und der Kleinkontinent Avalonia getrennt von Laurentia im Iapetus-Ozean. Zwischen dem unteren Ordovizium um 480 mya und dem späten Silur um 420 mya schloss sich der Iapetus-Ozean infolge Subduktion des Ozeanbodens unter Laurentia, und Laurentia, Baltica und Avalonia kollidierten. Ausdruck dafür ist die Kaledonische Orogenese, die den kaledonischen Gebirgsgürtel erzeugte. Im heutigen nordwestlichen Europa sind Auswirkungen u. a. im Rumpfgebirge von Schottland, Irland, von Teilen des skandinavischen Grundgebirges und Ost-Spitzbergens sowie in Ost-Grönland zu finden.

## Geologische Strukturen

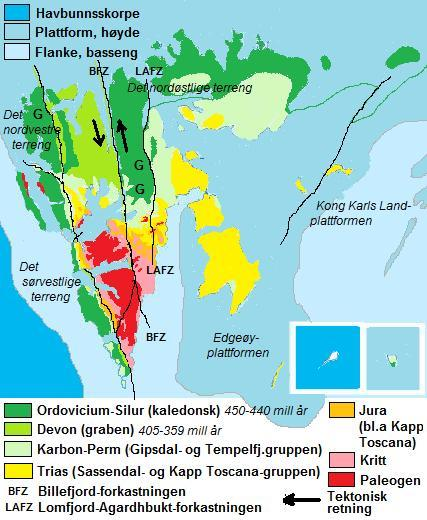
Geologische Karte Spitzbergens mit geologischen Strukturen
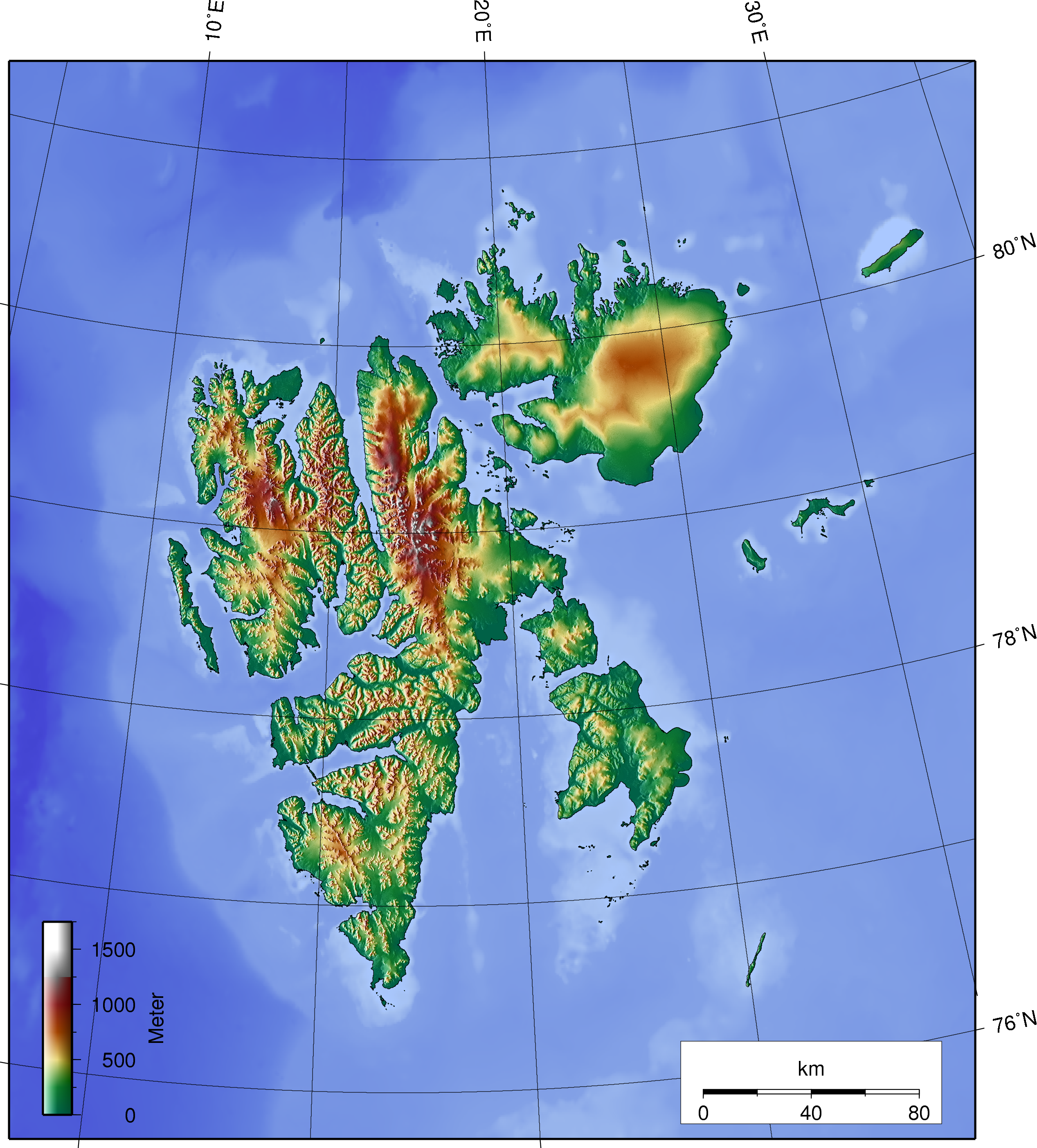
Topographie Spitzbergens
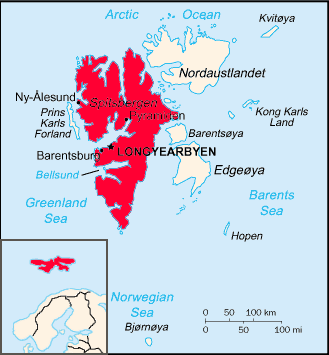
Inselgruppe Spitzbergen mit der Hauptinsel, rot markiert

Spitzbergen, insbesondere die Hauptinsel, weist mehrere geologische Strukturen auf, die die Entstehungsgeschichte widerspiegeln. Sie bestehen aus den ordovizischen-silurischen (dunkelgrün markiert), devonischen (mittelgrün markiert), karbonischen bis permischen (hellgrün markiert) und triassischen (gelb markiert), jurassischen (orange markiert), kreidezeitlichen (rosa markiert) und paläogenen bzw. tertiären (rot markiert) Provinzen.
Die ordovizisch-silurische Provinz ist präsent in westlichen, östlichen und nördlichen Bereichen. Zwischen der westlichen und östlichen ordovizisch-silurischen Provinz befindet sich ein Grabenbruch. Als dessen Ursache wird die Bildung eines präkambrischen Meeresarmes bzw. einer ozeanähnlichen Rinne zwischen Grönland und Ost-Spitzbergen angesehen. Im nördlichen Bereich des Grabenbruchs liegt die devonische Provinz, während in südlichen Bereichen eine Provinz mit Ablagerungen aus der Trias, der Kreide und dem Tertiär/Paläogen entstand. Eine umfangreiche triassische Provinz erstreckt sich in südöstlichen Bereichen, während eine karbonisch-permische Provinz sich unterhalb der nördlichen ordovizisch-silurischen Provinz befindet.
Drei quasiparallele, in Nordsüd-Richtung verlaufende Verwerfungen trennen die Zonen. Eine markante Blattverschiebung befindet sich am östlichen Rand des Grabenbruchs. Sie wird als Billefjorden-Verwerfung (BFZ) bezeichnet. Eine weitere Verwerfung erstreckt sich zwischen dem westlichen Rand des Grabenbruchs und der westlichen ordovizisch-silurischen Provinz. Diese hat ihren Ausgangspunkt in der BFZ-Verwerfung. Die Lomfjorden-Agardhbukta-Verwerfung (LAFZ) trennt die östliche ordovizisch-silurische Provinz von den triassischen und karbonisch-permischen und Provinzen.

## Geochronologische Entwicklung

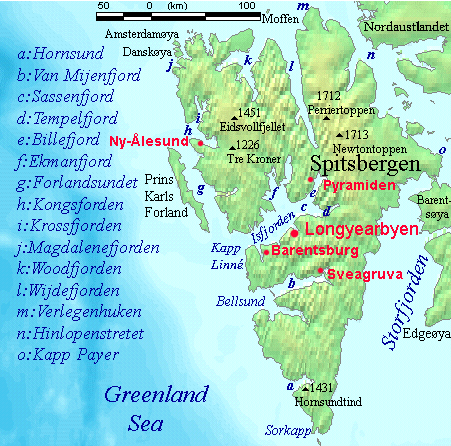
Karte von Ortschaften Spitzbergens
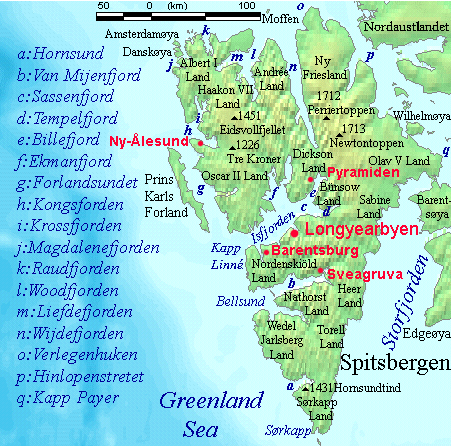
Karte von Meeresarmen Spitzbergens
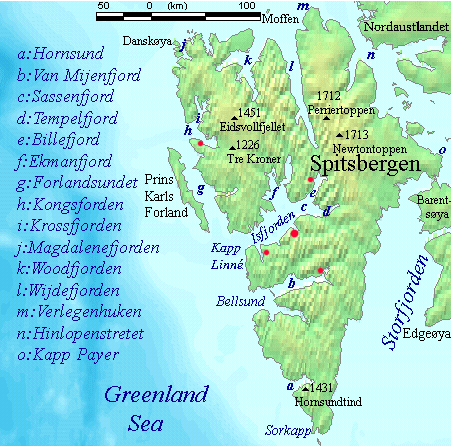
Karte von Bergen Spitzbergens

Die Geochronologie kann vom Paläoproterozoikum bis zum Quartär nachvollzogen werden.

### Paläoproterozoikum
- Grundgebirge

Während des Paläoproterozoikums bildete sich das Grundgebirge Spitzbergens. Die ältesten Minerale sind Zirkone aus NW-Spitzbergen mit einem Alter von 3200 mya.
Die ältesten datierten Gesteine kommen überwiegend im Nordosten Spitzbergens vor. In Ny-Friesland entlang dem Ostrand des Wijdefjords bestehen Überschiebungen aus übereinander gestapelten kristallinen Schiefern, Amphiboliten, Gneisen und Graniten. Darunter befindet sich bis zu 1750 Millionen Jahre alter Gneis, darüber jüngerer Schiefer. Die Überschiebungen sind zu einer 150 Kilometer langen Falte verformt. Weiter östlich in Ny-Friesland kommen transformierte Tonschiefer u. a. mit Trilobiten, ähnlich wie in Ost-Grönland, vor.
Auf der Insel Nordostland (Nordaustlandet) kommen Sedimentablagerungen mit Alter von 1200 bis 900 Millionen Jahren sowie Vulkanite, die 960 bis 950 Millionen Jahre alt sind, vor. Östlich von Lady Franklinfjorden befinden sich Granite, Gneise, Migmatite und Vulkanite. Die Halbinsel Botniahalvøya von Nordostland ist größtenteils vulkanisch mit ca. 950 Millionen Jahre alten Laven und Ganggesteinen. Weiter südlich hat der rosa Rijpfjorden-Granit ältere Felsen durchdrungen und sie umgeformt. Östlich von Duvefjorden gibt es häufig Migmatite, Gneise und Granite ähnlich wie auf Isispynten.

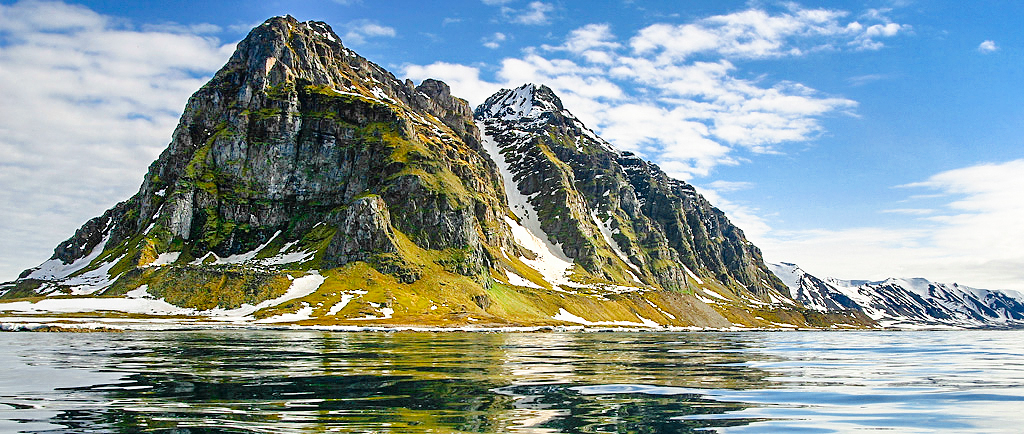
Nordspissen auf Prins Karls Forland

Andere Grundgebirgsgesteine kommen auf beiden Seiten des Forlandsundet mit unterschiedlichen Vulkaniten vor. Forlandsundet ist der Sund, der die Insel Prins Karls Forland von West-Spitzbergen trennt. Tillite sind Zeugen einer Gletscherbedeckung vor etwa 600 Millionen Jahren, die der Gaskiers-Eiszeit zugeordnet werden können. Diese Ablagerungen kommen sowohl am West- als auch am Nordrand Spitzbergens vor.
Die Gesteine im Nordwesten Spitzbergens sind im Allgemeinen durch jüngere tektonische Bewegungen stark deformiert, sehr stark metamorph überprägt, so dass die Schichten vielerorts steil stehen, gefaltet und von Brüchen durchzogen sind. Sie waren einst tief in der Erdkruste vergraben und durch hohen Druck und hohe Temperaturen teilweise geschmolzen und rekristallisiert.
- Meeresbecken

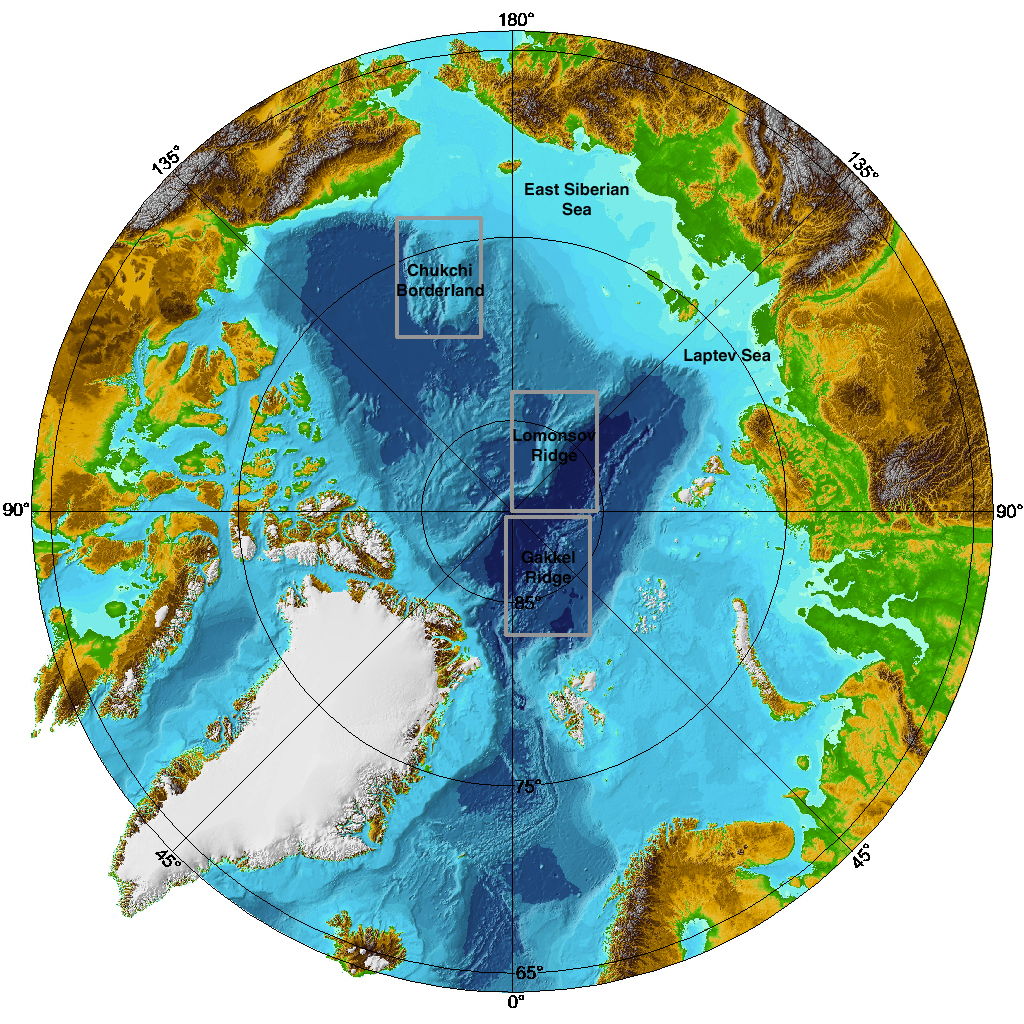
Heutiger Arktischer Ozean mit Spitzbergen und dem Lomonossow-Rücken

Während des ausgehenden Neoproterozoikums verlief zwischen Ost-Spitzbergen und Ost-Grönland ein früherer Meeresarm bzw. eine ozeanähnliche Rinne. Ein weiterer vorarktischer Ozean könnte nördlich der Geosynklinale Nord-Grönland-Lomonossow-Rücken (Lomonossow Ridge) existiert haben. Die Schließung dieser ozeanischen Gebiete und die Verformung der umgebenden Geosynklinalen grenzt drei heutige Hauptkontinentalplatten ab: den Baltischen Schild (Baltic Plate), die Nordamerikanische Platte (Laurentia mit Grönland) und den Arktischen Ozean mit der Barentssee. Ihre relativ vorherrschende E-W-Bewegung erzeugte bis zum Silur eine Kompression zwischen diesen Platten, aber eine dextrale (rechtsgerichtete) Transpression und Transformstörung zwischen den beiden letzteren Platten. In spätsilurischer bis devonischer Zeit kontrollierte eine zunehmende Nordkomponente die spätkaledonische Transpression und die sinistrale (linksgerichtete) Transformstörung zwischen der Laurentiaplatte und der Baltischen Platte.
In Ost-Grönland entstand ein riesiges epikontinentales Sedimentbecken, in dem zwischen 900 und 450 mya bis zu 18 Kilometer mächtige Sedimente abgelagert wurden. Dieses reichte über mehr als 1000 Kilometer entlang Ost-Grönlands und bis zum heutigen mittleren und östlichen Spitzbergen. Daraus wurde geschlossen, dass sich Spitzbergen zur Zeit dieser Ablagerungen vor Ost-Grönland befand.

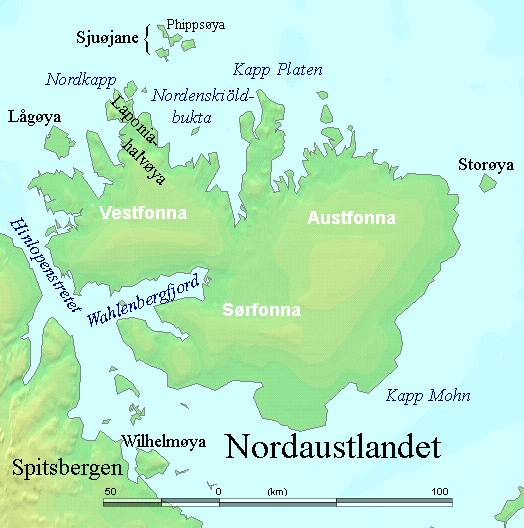
Karte von Nordostland
Karte der Bäreninsel

Spitzbergen lag im Neoproterozoikum vor 550 mya in niedrigen südlichen Breiten nahe am Südpol.

### Paläozoikum
Das Paläozoikum war in Spitzbergen das Erdzeitalter, in dem Gebirge gebildet wurden, Erosionen und Sedimentationen verschiedenartiger Gesteine stattfanden, tropische und subtropische Sümpfe mit Kohlen und kohlenstoffhaltigen Sandsteinen entstanden sowie periodische Verdunstungen und Austrocknungen einsetzten.
Die kambrischen und ordovizischen Calciumcarbonat- und Kalksteinschichten enthalten oft Fossilien von Meerestieren, die einst im Iapetus-Ozean lebten. Diese waren primitive Wirbellose, wie Trilobiten und Graptolithen.
- Kambrium

Zu Beginn des Kambriums scheint eine globale Erwärmung eingetreten zu sein. 
Im Kambrium vor 535 mya hatte sich Spitzbergen etwas weiter von der Südpol-Lage entfernt und lag nun in niedrigen südlichen Breiten.
- Ordovizium und Silur

Im Ordovizium und Silur ereignete sich ab 450 mya die Kaledonische Orogenese. Der gesamte West- und Nordbereich Spitzbergens ist von dieser Faltung geprägt. Das System der metamorphen und magmatischen Gesteine wird traditionell als Heckla-Hoek-Serie bezeichnet. Der Name Spitzbergen, der die Spitzen Peaks bedeutet, stammt von dem wilden und zerklüfteten Heckla-Hoek-Gebiet im Nordwesten Spitzbergens. Aus der Kaledonischen Orogenese ging der Großkontinent Laurussia hervor.

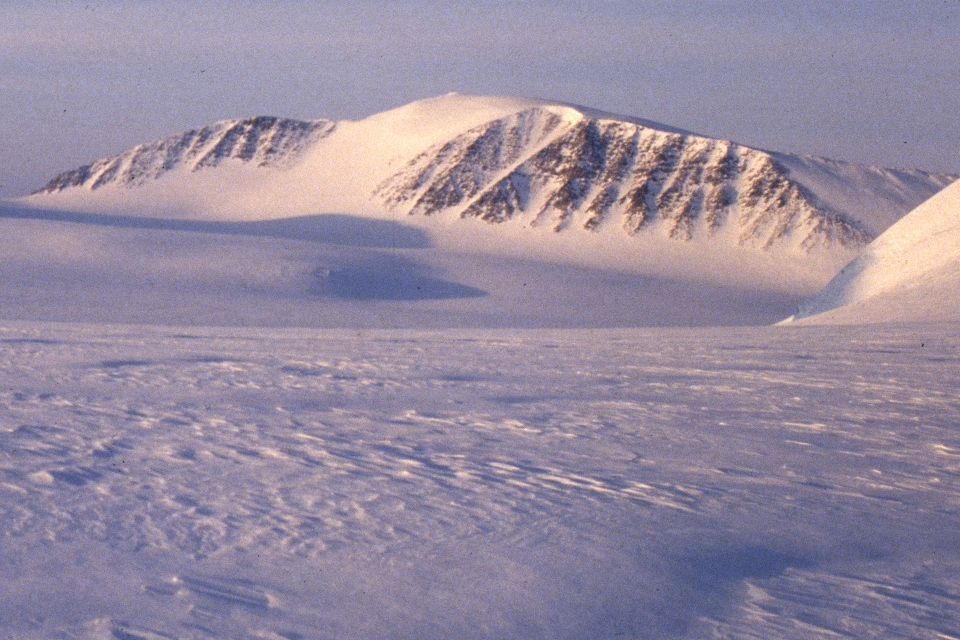
Südwestseite des Newtontoppens

Auf Ny-Friesland bildete sich der 432 bis 420 Millionen Jahre alte Berg Newtontoppen. Er besteht aus grobkörnigem, typischem Inselbogengranit, der möglicherweise vom Grundgestein Ost-Grönlands losgerissen wurde. Dieser Granit durchdrang vor 432 Millionen Jahren umliegende ältere Gesteine.
Im Silur setzten vor etwas mehr als 420 Millionen Jahren Dehnungen in der Erdkruste ein. Sie schufen Nord-Süd-verlaufende Bruchzonen in Spitzbergen und ganz Norwegen. Im späten Silur drangen Granite in ältere Gesteinsschichten ein.
Spitzbergen lag im frühen Ordovizium in mittleren südlichen Breiten und driftete bis zum späten Silur in Äquator-Nähe.
- Devon

Das Devon war in Spitzbergen das Zeitalter der Erosionen und Sedimentationen. Der Norden Spitzbergens begann sich abzusenken. Im zentralen Spitzbergen bildete sich eine keilförmige beckenförmige geologische Provinz aus, die von Störungszonen im Westen und Osten begrenzt ist (siehe Geologische Strukturen). Das kaledonischen Gebirge erodierte und der Erosionsschutt wurde in küstennahen Umgebungen, Flussdeltas und Seen abgelagert. Insgesamt sedimentierten mehr als 8000 m mächtige Schichten aus Sandsteinen, Dolomiten, Kalksteinen, Konglomeraten und Schiefern. Die Sandsteine bestehen oft aus charakteristischem Buntsandstein. Dessen rote Farbe weist auf Perioden mit trockenem, wüstenähnlichem Klima hin. Später wurde das Land vom Meer bedeckt, und es bildeten sich marine Sedimentgesteine. Diese Perioden wurden durch kürzere Intervalle der Landhebung über dem Meeresspiegel unterbrochen.
In den Sedimenten fossilierten primitive Fische wie z. B. die kieferlosen Fische Cephalaspis und die gepanzerten fischartigen Pteraspidiformes. Sie gehören zu den ersten bekannten Wirbeltieren. Auch wurden Fossilien von primitiven Pflanzen gefunden.
Zu dieser Zeit, von 400 bis 370 mya, lag Spitzbergen südlich des Äquators.
- Karbon

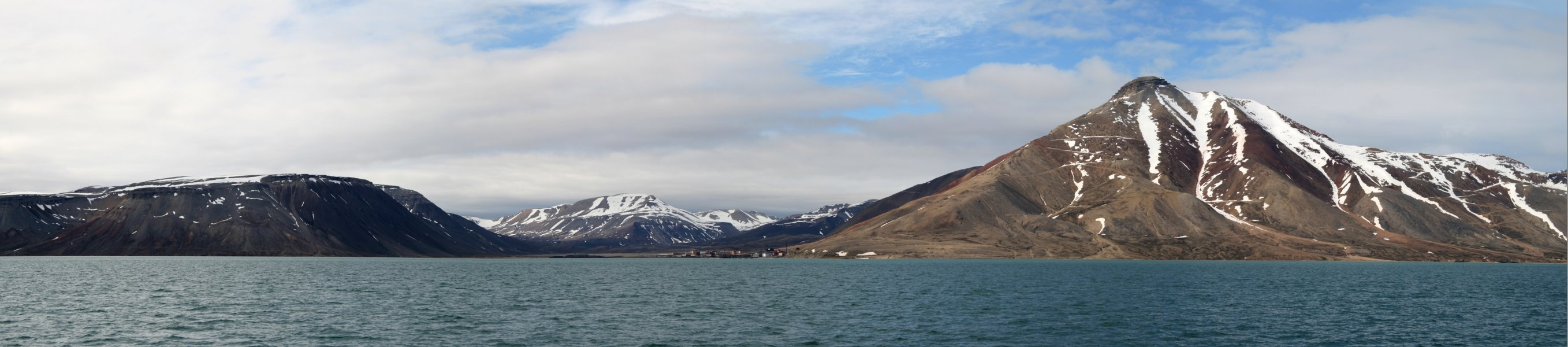
Der Ort Pyramiden unter dem gleichnamigen Berg am Billefjord
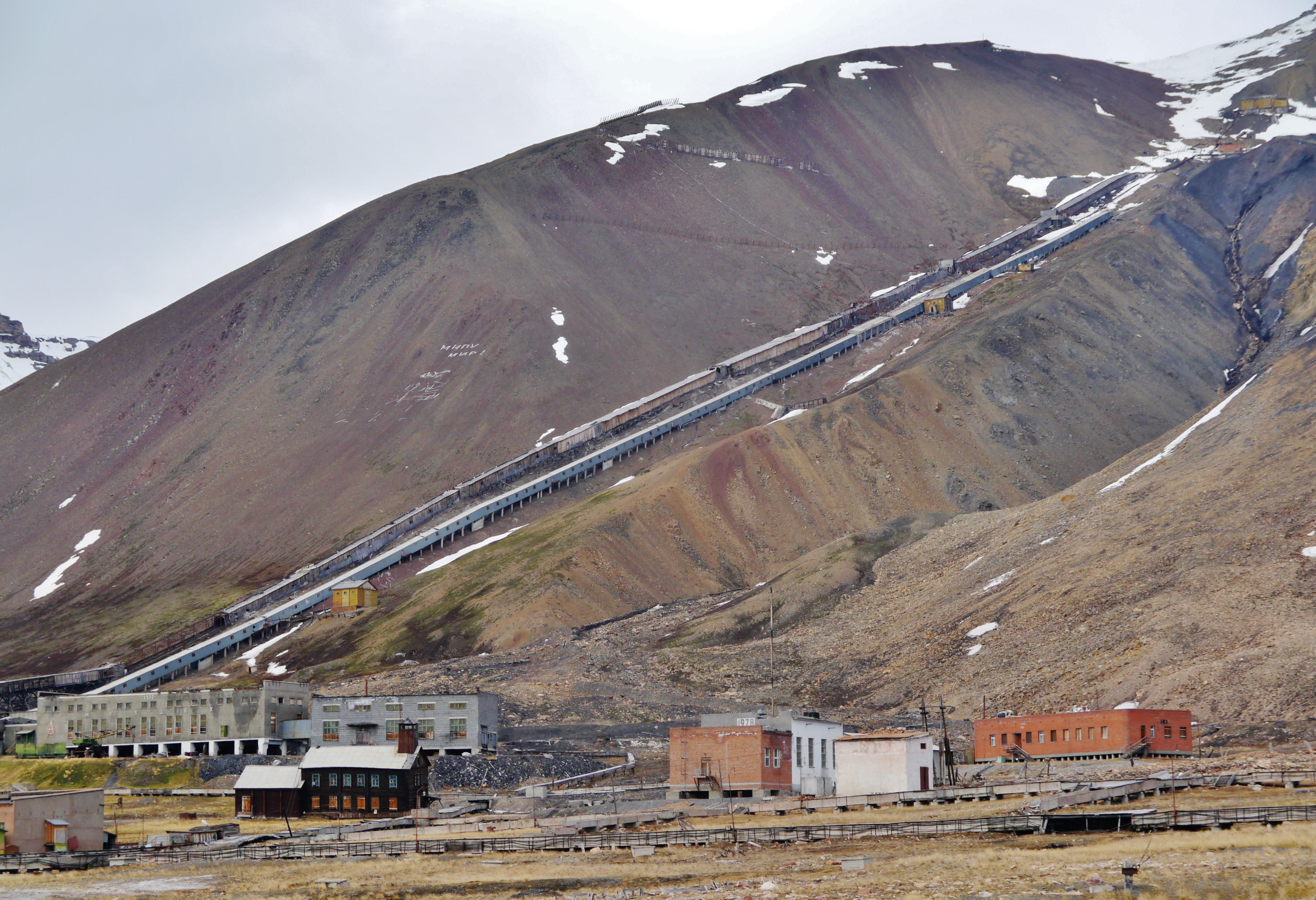
Kohle-Bergwerk in Pyramiden

Zu Beginn des Karbons war Spitzbergen ein relativ flaches und hügeliges Gelände mit Seen, Lagunen und Schwemmlandebenen. Spitzbergen driftete aus dem Wüstenklima der devonischen Zeit in ein feuchteres, tropischeres Klima. Karbonhaltige Sandsteine in den zentralen Teilen Spitzbergens enthalten Kohleflöze mit Pflanzenfossilien, die eine üppige Sumpfvegetation zeigen. Diese Kohle wurde in der Siedlung Pyramiden abgebaut.
Während des mittleren und oberen Karbons war Spitzbergen abwechselnden terrestrischen Ablagerung und solchen in flachen Meeren ausgesetzt. Starke Verdunstung in einem trockenen, gemäßigten Klima führte zur Ablagerung von Gipsen, Anhydraten und Dolomiten. Typische Gesteine sind Brekzien und Kalksteine. Diese Schichten wurden auf einem Festlandsockel abgelagert, nachdem ein Großteil der kaledonischen Bergkette erodiert worden war. Im späten Karbon um 325 mya hatte sich der Superkontinent Pangaea aus den Großkontinenten Laurussia und Gondwana gebildet.
In den Gips- und Anhydrate-Schichten fossilierten verschiedenartige Mollusken. In den Sümpfen waren Amphibien weit verbreitet, aber auch Fische, Insekten mit festen Flügeln und Skorpione waren zahlreich. Daneben kamen häufig verschiedenartige samenlose Pflanzen vor.
Zwischen dem frühen Karbon um 340 mya und späten Karbon um 310 mya wanderte Spitzbergen in niedrige südliche Breiten nördlich des Äquators.
- Perm

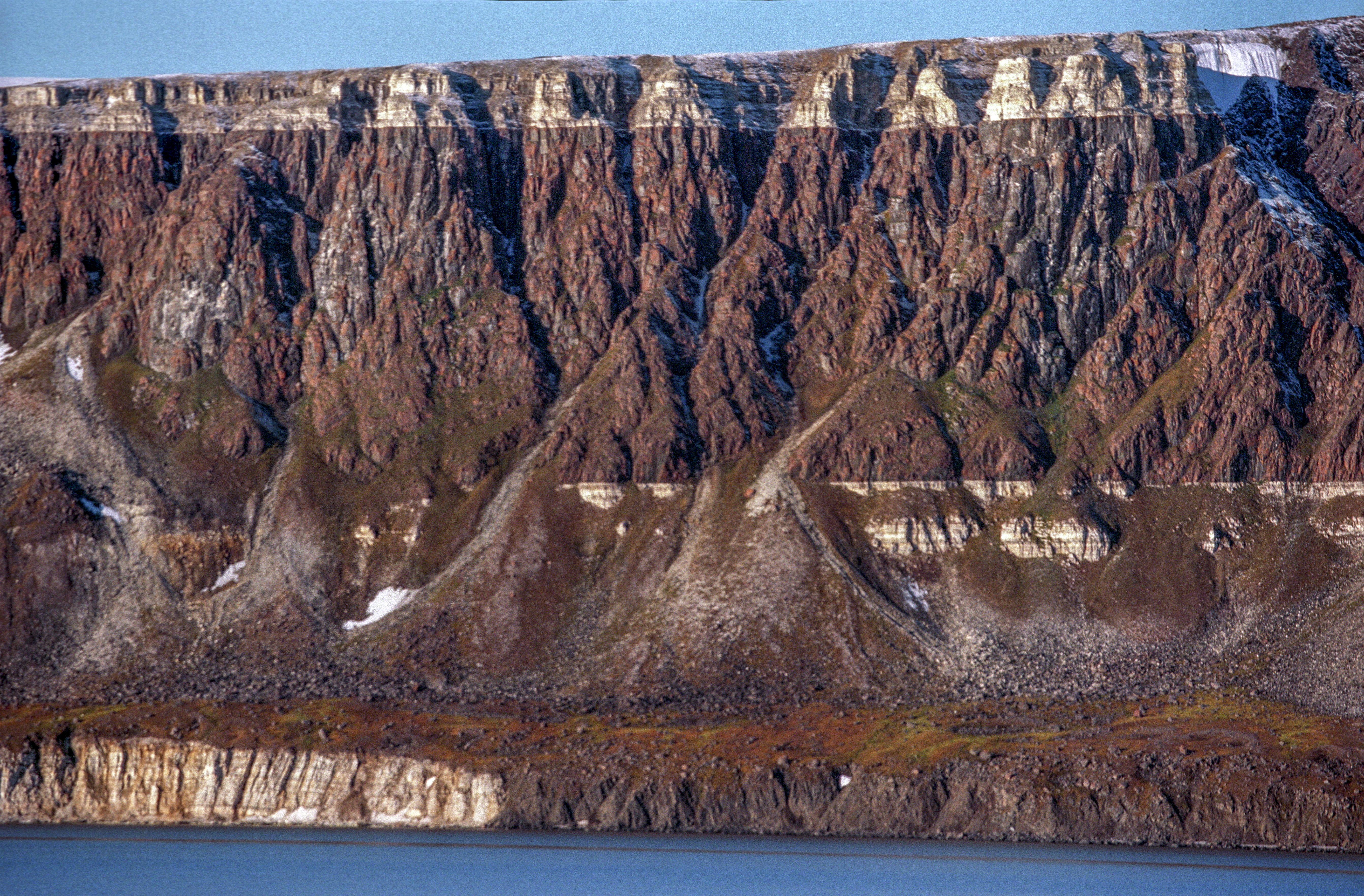
Permschichten des Alkefjellet-Kliffs im Lomfjorden bei Hinlopenstraße (Hinlopenstredet). Dunkler Schlamm und kohlenstoffhaltiger Sandstein werden von hellerem Sand und Kalkstein bedeckt.
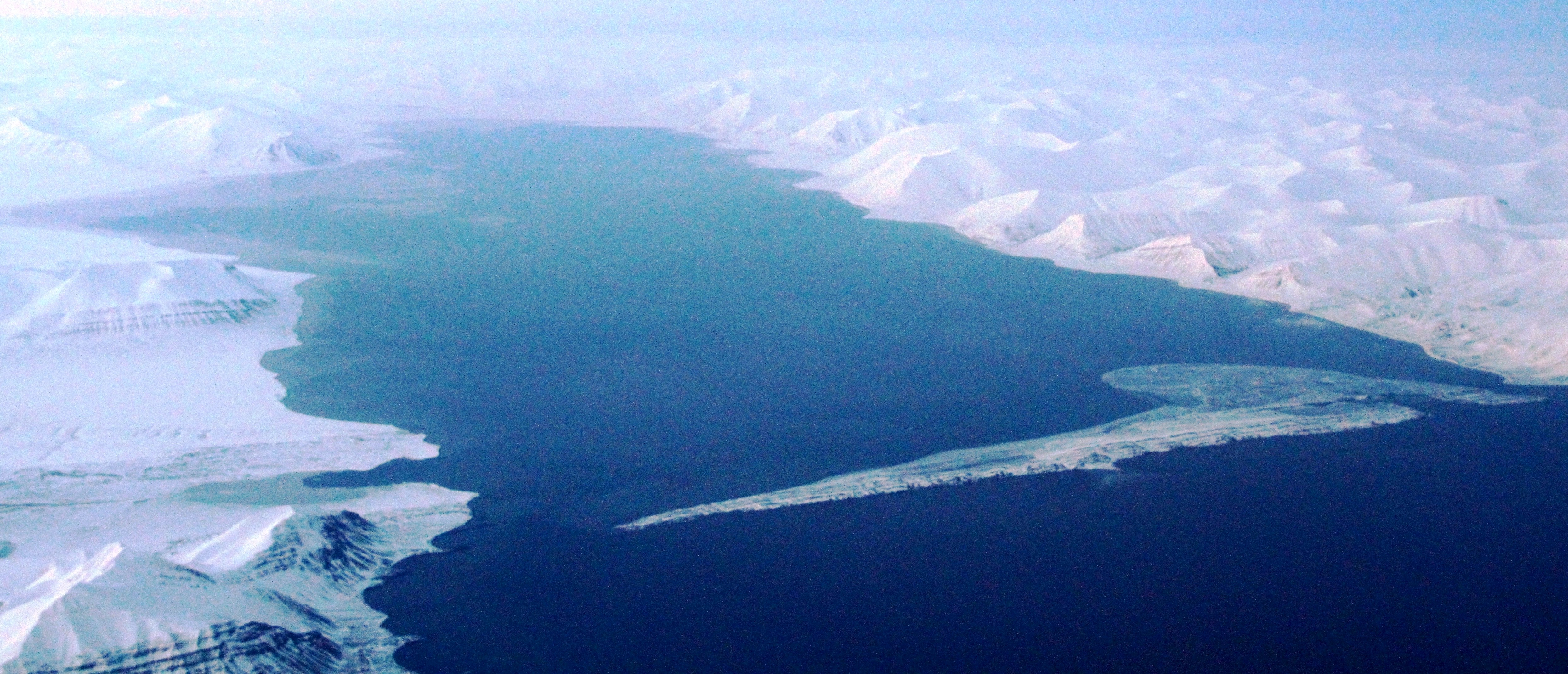
Van Mijenfjord mit Akseløya

Die permischen Schichten auf Spitzbergen ähneln denen vom obersten Karbon, mit seichten Meeresablagerungen in Gebieten, die periodisch trocken wurden. Starke Verdunstung während Trockenperioden führte zur erneuten Bildung von Gipsen, Anhydraten und Dolomiten. Diese Schichten sind z. B. entlang dem Nordrand von Isfjorden, in Linnédalen und bei Akseløya im Bellsund zu sehen.
In dessen Schichten fossilierten zahlreiche Muscheln sowie Kieselschwämme und Bryozoen.
Im Perm zwischen 280 und 250 mya befand sich Spitzbergen in mittleren bis höheren nördlichen Breiten.

### Mesozoikum
Während des Mesozoikums mit der Trias, dem Jura und der Kreide herrschte ein Treibhauseffekt. Es war global erheblich wärmer als heute und der Meeresspiegel lag höher. Das Klima auf Spitzbergen war während dieser Zeit gemäßigt und feucht. Die mesozoischen Ablagerungen sind größtenteils mariner Art, aber sie wechseln sich mit terrestrischen Ablagerungen und vulkanischen Einbrüchen gegen Ende des Zeitalters ab.
Der größte Teil von Spitzbergen war während Mesozoikums, abgesehen von kurzen Unterbrechungen, wieder von einem seichten Meer bedeckt. Es traten keine Orogenesen auf. Der nächste Kontinentalrand lag im Westen auf dem grönländischen Schild, wo es noch Reste der kaledonischen Bergkette gab. Flüsse, die aus diesem Berggebiet flossen, lieferten viel Schutt, der sich auf dem Meeresboden und in der Gegend von Spitzbergen in großen Flussdeltas ablagerte. Sandsteine, Sand, Kies, Schlamm und Tonschiefern haben sich auf diese Weise in großen Teilen von Zentral- und Ost-Spitzbergen angesammelt.
Spitzbergen wanderte weiter nach Norden von der geographischen Breite bei etwa 45 Grad Nord auf etwa 65 Grad Nord.
- Trias

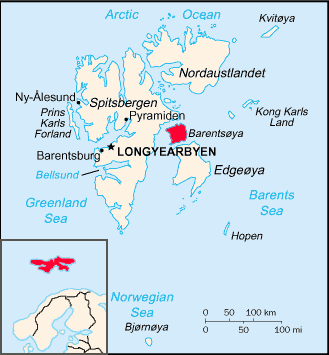
Lage der Insel Barentsøya
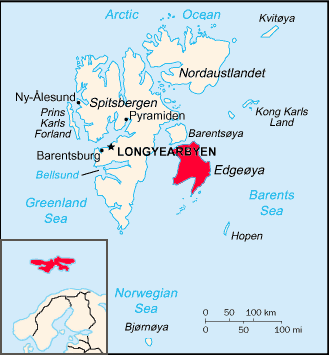
Lage der Insel Edgeøya
Topographische Karte Hopens
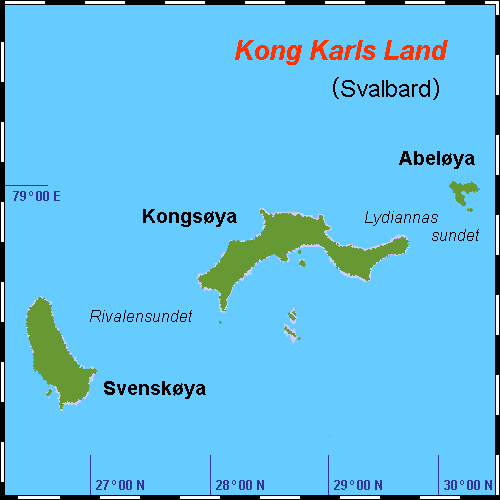
Karte von König-Karl-Land

Triassische Aufschlüsse kommen im Westen, Norden und Osten West-Spitzbergens sowie auf den Inseln Barentsøya und Edgeøya vor. Eine viel größere Ausdehnung von triassischen Gesteinen lässt sich anhand von kleinen Aufschlüssen auf den Inseln Hopen und König-Karl-Land (Kong-Karls-Land) auf dem gesamten Barentssee-Schelf vermuten.
Triassische Schichten bestehen aus marinen und nichtmarinen Schiefern, Schluffen und Sandsteinen, die oft kalkhaltig sind, mit kleineren Anteilen von Kalksteinen. Die Mächtigkeit variiert zwischen 1000 und 200 Metern. Die weichen Schiefer- und Schluffsteinabfolgen neigen dazu, flach geneigte Solifluktionshänge ohne Geröll zu bilden. Sie grenzen sich ab zu den darunterliegenden zerklüfteten Karbonatgesteinen (Kalksteinen) des Perms.
In den Schichten der unteren Trias gehören Fossilien von Muscheln und Ammoniten, aber auch Reptilienresten.
- Jura

Während des Jura und der untersten Kreidezeit war der größte Teil Spitzbergen von einem seichten Meer bedeckt. Die Sedimentgesteine bestehen hauptsächlich aus Meeresschiefer und sind oft sehr reich an fossilen Ammoniten, Belemniten und Muscheln sowie Überresten von Plesiosaurus, einem Meeresreptil mit langem Hals. Sie wurden in der Gegend um Isfjorden und auf König-Karl-Land gefunden. Das ca. 200 mya alte Fossil enthielt die Überreste seiner letzten Mahlzeit in seinem Magen. Kürzlich wurden fossile Ichthyosaurier- und Plesiosaurierreste aus der späten Jurazeit auf Bohemanflya im Isfjorden-Gebiet entdeckt.
- Kreide

Während der frühen Kreidezeit hatte Spitzbergen ausgedehnte alluviale Sandebenen. Der obere Teil der Unterkreide ist durch abwechselnde marine und terrestrische Ablagerungen gekennzeichnet, die in flachen Meeren und Deltas sedimentierten. Während der späteren Kreide war Spitzbergen einer tektonischen Hebung ausgesetzt, die Erosion und eine Lücke in der Sedimentaufzeichnung verursachte.
In den Sandsteinen sind reichlich Pflanzenreste erhalten. Versteinerte Fußabdrücke des pflanzenfressenden ca. 130 Millionen Jahre alten Iguanodons wurden bei Festningen am Isfjord entdeckt. Fossile Fußabdrücke des fleischfressenden Allosaurus wurden bei Kvalvågen im Südosten Spitzbergens gefunden. Die Dinosaurierreste deuten darauf hin, dass das Klima der Kreidezeit mild war mit üppiger Vegetation. Der Fossilienbestand enthält außerdem Muscheln, Tintenfische, Schnecken und Baumstämme.
Vor 130 mya lag Spitzbergen zwischen 50 und 65 Grad nördlicher Breite.

### Tertiär
Am Übergang von der Kreide zum Tertiär, vor etwa 65 bis 60 mya, kollidierten Spitzbergen und Grönland, was zu einer intensiven Faltung von Schichten West-Spitzbergens sowie zur Bildung eines Depressionsbeckens im Osten führte. In diesem traten Sedimentationen auf. Das zentrale tertiäre Becken (Grabenbruch) (siehe Geologische Strukturen) dominiert die Geologie des zentral-südlichen Teils von Spitzbergen, vom Isfjorden-Gebiet bis zum Storfjorden. Untere tertiäre Ablagerungen im Becken bestehen hauptsächlich aus Sandsteinen mit zahlreichen Kohleflözen, die die Grundlage für den Kohleabbau bilden. Gegen Ende des Tertiärs, als der Kollisionsdruck geringer wurde, war Spitzbergen intensiven Verwerfungen und Vulkanismus ausgesetzt. Lavaströme aus Basalten treten punktuell auf Nord-Spitzbergen auf. Das Klima auf Spitzbergen wurde sukzessive kühler, teilweise als Folge der langsamen Norddrift. Im späten Tertiär hatte Spitzbergen weitgehend seine heutige Form und Größe erreicht.
Die Vegetation war üppig, und schöne Pflanzenfossilien sind in den Schichten häufig. Der Longyearbyen-Gletscher erodiert heute ein tertiäres Kohleflöz, und Pflanzenfossilien befinden sich seiner Endmoräne.

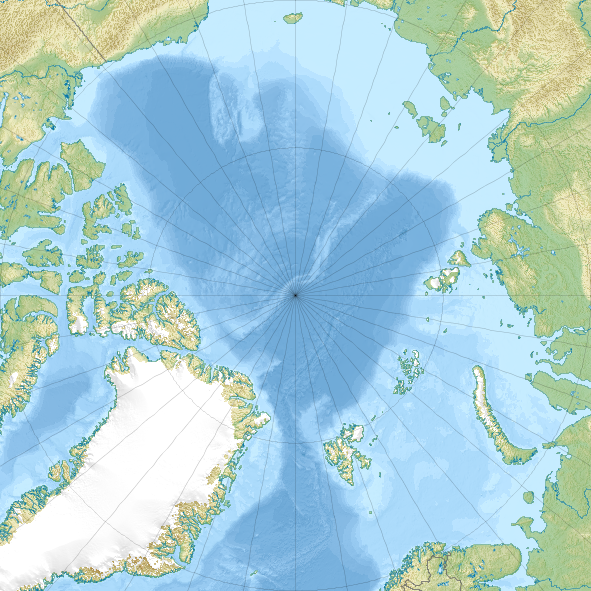
Heutige Lage Spitzbergens im Arktischen Ozean

Zwischen 58 und 40 mya öffnete sich der Nordatlantik infolge einer Ozeanbodenspreizung zwischen dem heutigen Nordamerika und Europa, und es entstand ein durchgehendes Ozeanbodenspreizungssystem von Südamerika bis nach Nordeuropa. Um 40 mya wurde Spitzbergen von Grönland getrennt. Spitzbergen lag nun auf dem Schelf der Barentssee im Arktischen Ozean.

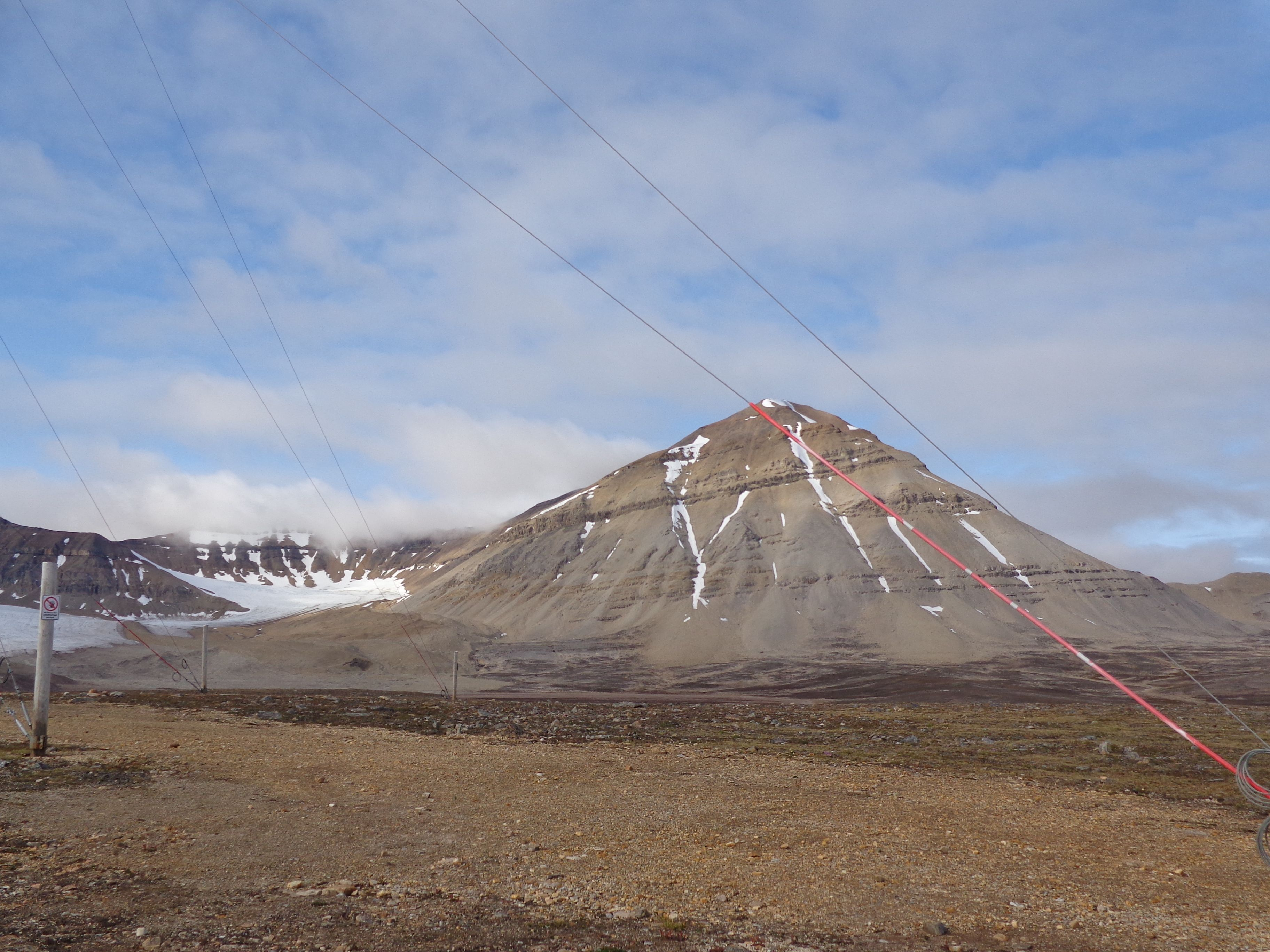
Berghang vom Scheteligfjellet

Infolge der Ozeanbodenspreizung stiegen magmatische Dolerite auf und drangen in Risse in der Erdkruste ein. Diese sind an vielen Stellen in Spitzbergen zu sehen, vor allem in schichtparallelen Schwellen. Auf König-Karl-Land entstanden zudem Laven. Die Ozeanbodenspreizung entwickelte zu einem ozeanausbreitenden System. Nordwest-Europa mit Spitzbergen und der Barentssee wurden entlang einer enormen Transformationsstörung langsam vom Nordosten Grönlands abgeschnitten. Dabei wurde der westliche Teil Spitzbergens zu einer neuen Gebirgskette gefaltet. Diese war viel kleiner als die altkaledonische und ohne die Bildung von metamorphosierten Gesteinen, obwohl große Überschiebungsdecken gebildet wurden, die nach Osten auf die mesozoische Gesteinsabfolge aufgeschoben wurden. Diese Überschiebungsdecken sind an vielen Berghängen in Wedel-Jarlsberg-Land und im Oscar-II-Land zu sehen, beispielsweise der Jämtlandryggen und der Mediumfjellet im Oscar-II-Land, der Berzeliustinden am Van Keulenfjorden und der Scheteligfjellet am Ny-Ålesund.
Östlich der neuen Gebirgskette, vom Isfjorden-Gebiet, entstand eine Senke und bildete eine große, von Norden nach Süden gerichtete Bucht oder Meerenge. Sie sammelte erodiertes Material aus den Bergen, das heute als tertiäre Sandsteine und Schiefer erhalten ist. Während dieser Zeit waren die Bedingungen für die Bildung von Kohlevorkommen zeitweise günstig, als die tektonischen Bewegungen zu langsamen, periodischen Überschwemmungen und einem Rückgang des Meeres führten. Dieser abgesenkte Bereich bildet heute das so genannte zentrale Tertiärbecken (siehe Geologische Strukturen), eine Trogstruktur mit den jüngsten Schichten in der Mitte und den ältesten Schichten an den Rändern.

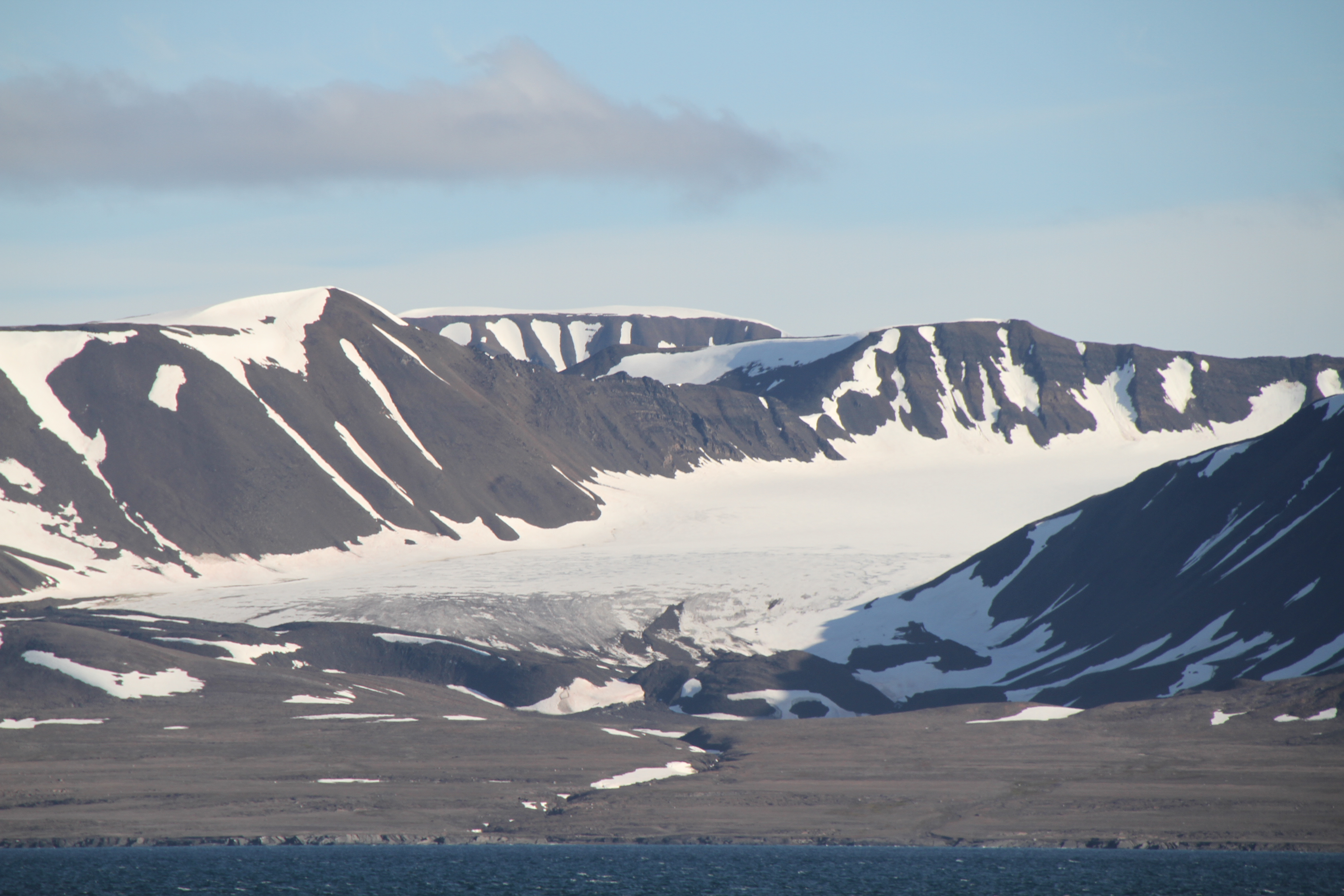
Gebirgszug im Andrée-Land

Im mittleren Tertiär ereignete sich im gesamten nordatlantischen Raum eine neue Phase des Vulkanismus, die auch Spitzbergen betraf. Lavaströme sind im Andrée-Land erhalten, wo die widerstandsfähige Basaltlava Berggipfel und Hochebenen bildet. Als die Vulkane ausbrachen, flossen diese Lavaströme entlang von Tälern und breiteten sich in Tiefland aus. Die spätere Erosion der hauptsächlich weniger widerstandsfähigen umgebenden Sandsteine führte zu einer Umkehrung des topografischen Reliefs, wobei die harten Basalte jetzt Berggipfel bilden.

### Quartär
Im Quartär traten wiederholte Vergletscherungen auf. Sie formten maßgeblich die Landschaft mit ihren Fjorden, Buchten, Tälern und Talkesseln, Trögen, Bergen und Hörnern sowie Graten. Die Anzahl der Vergletscherungen ist ungewiss. Die Erhaltung der quartären Sedimente ist schlecht, da nachfolgende Vereisungen Anzeichen früherer Vereisungen beseitigt haben.

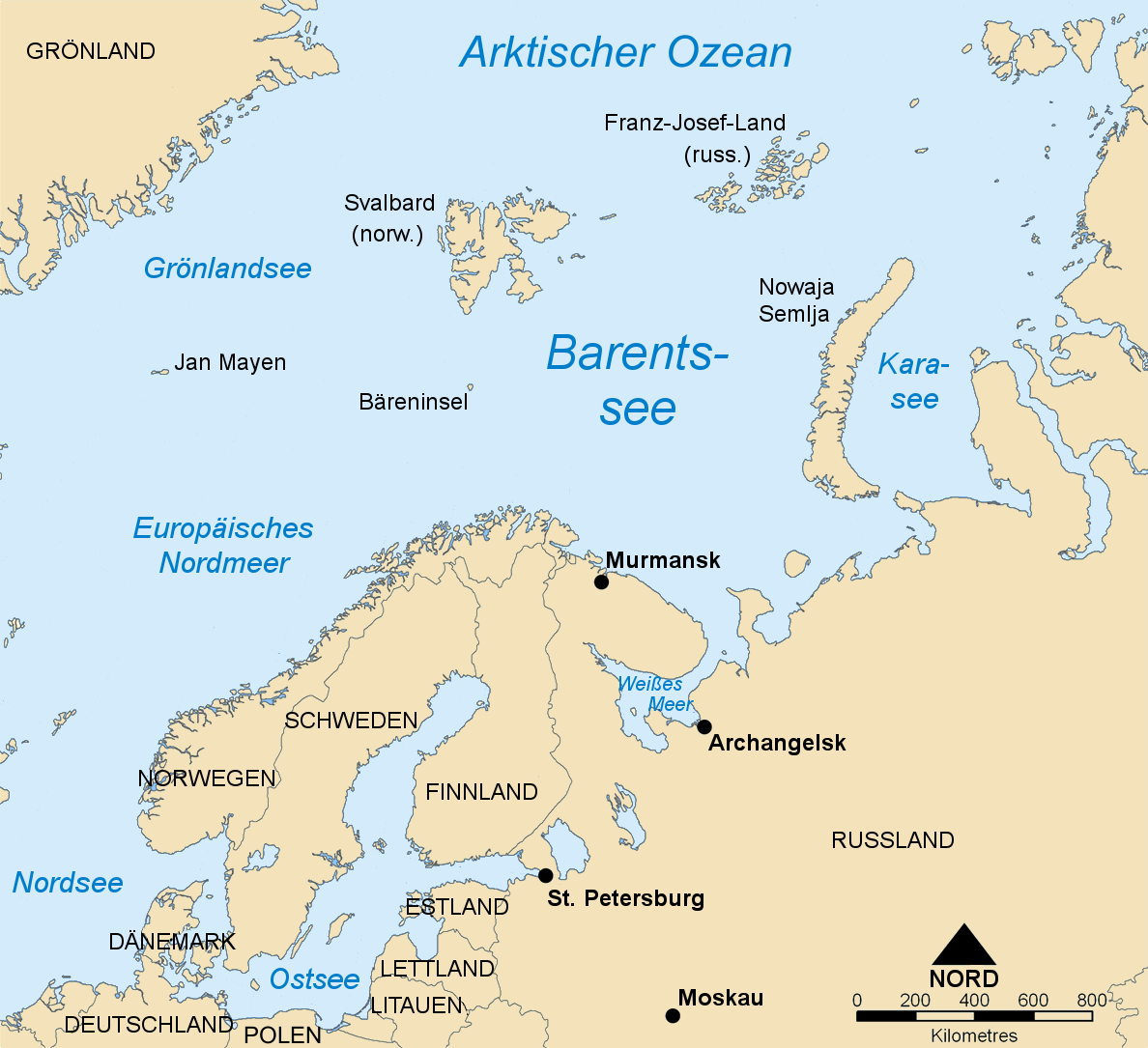
Lage der Barentssee mit Spitzbergen
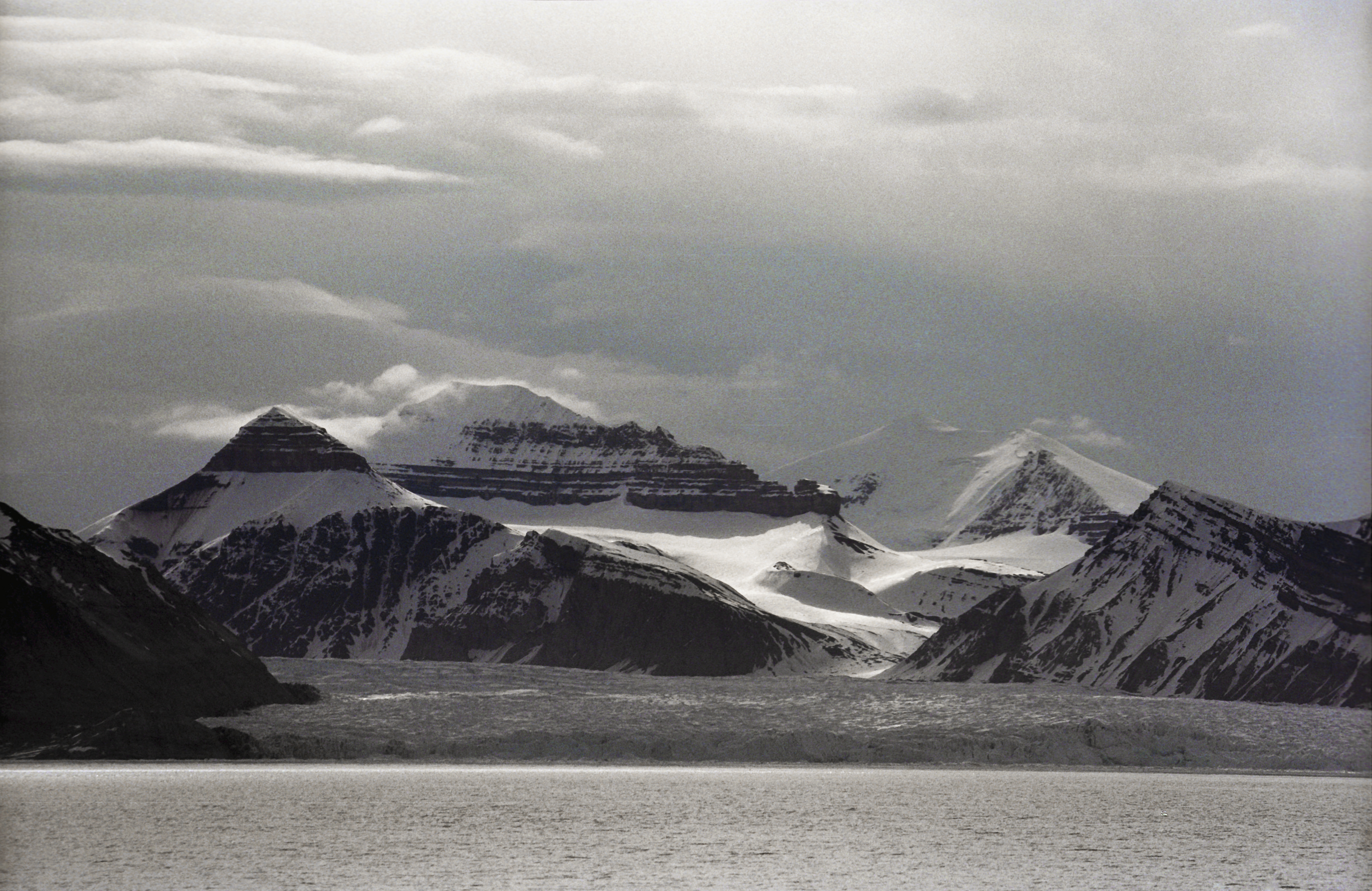
Zusammenschluss der Kroebreen- und Kongsvegen-Gletscher im Kongsfjorden
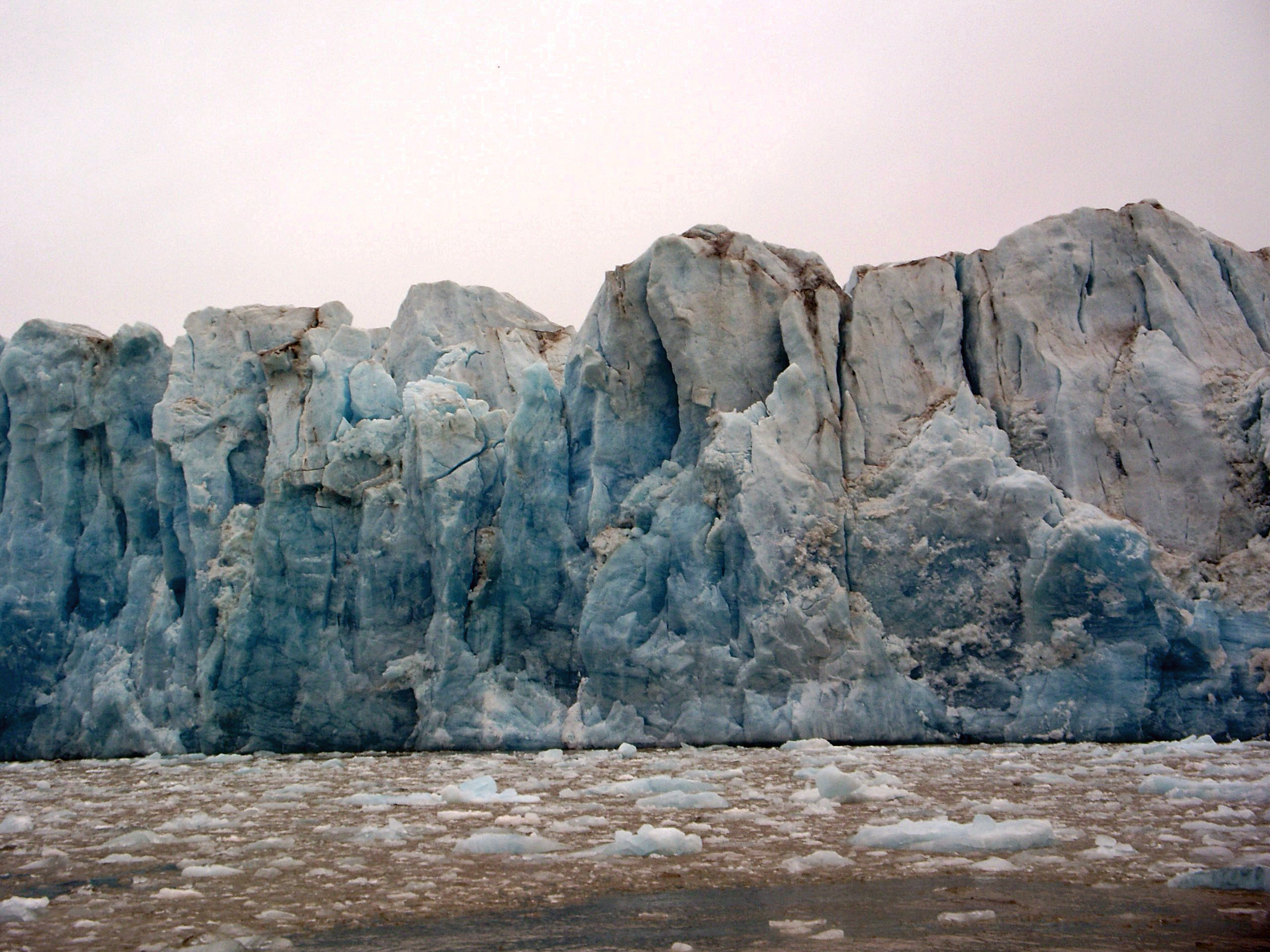
Abbruchkante vom Kongsvegen-Gletscher
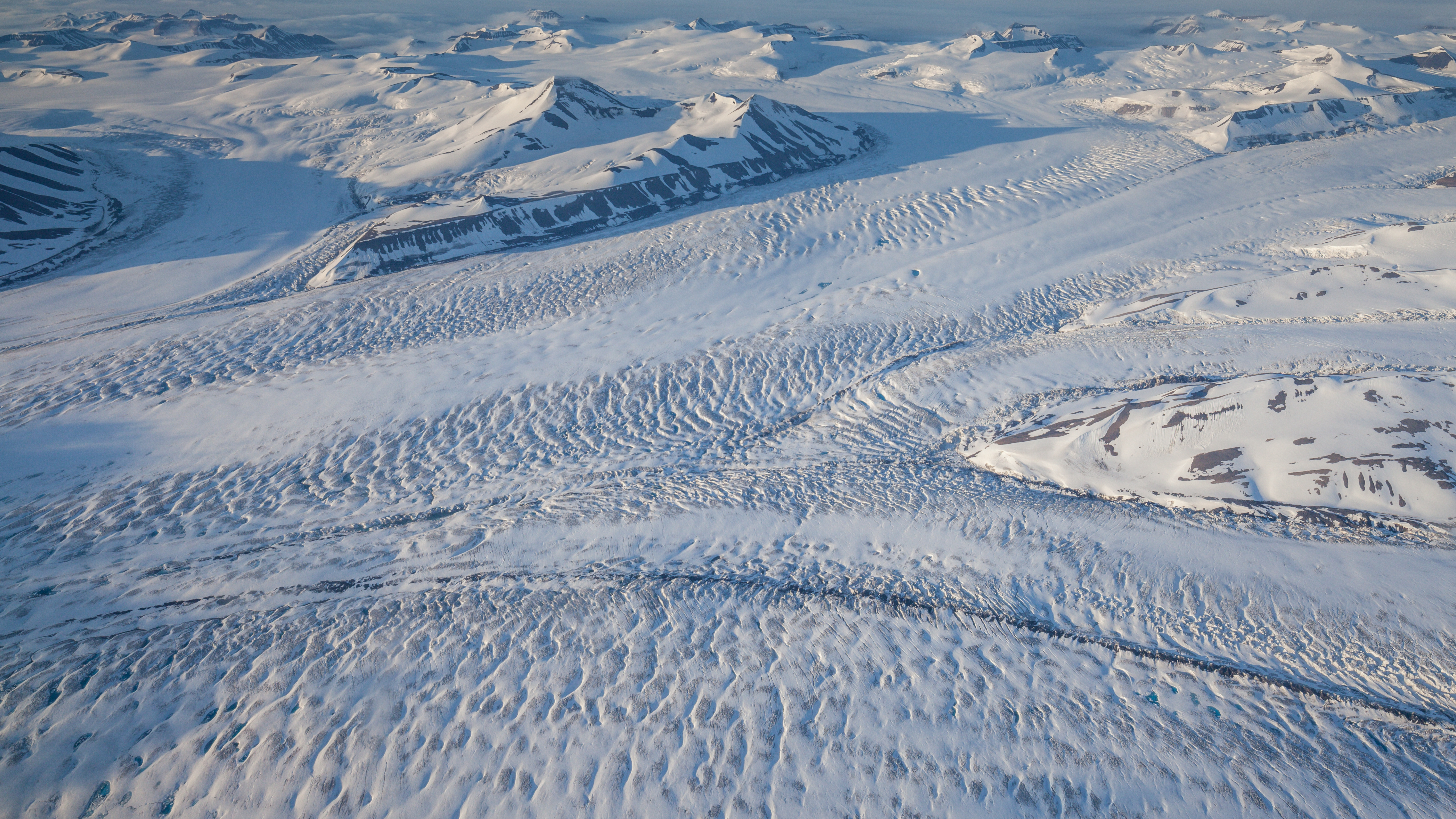
Abfluss vom Nathorst-Gletscher in den Van Keulenfjorden
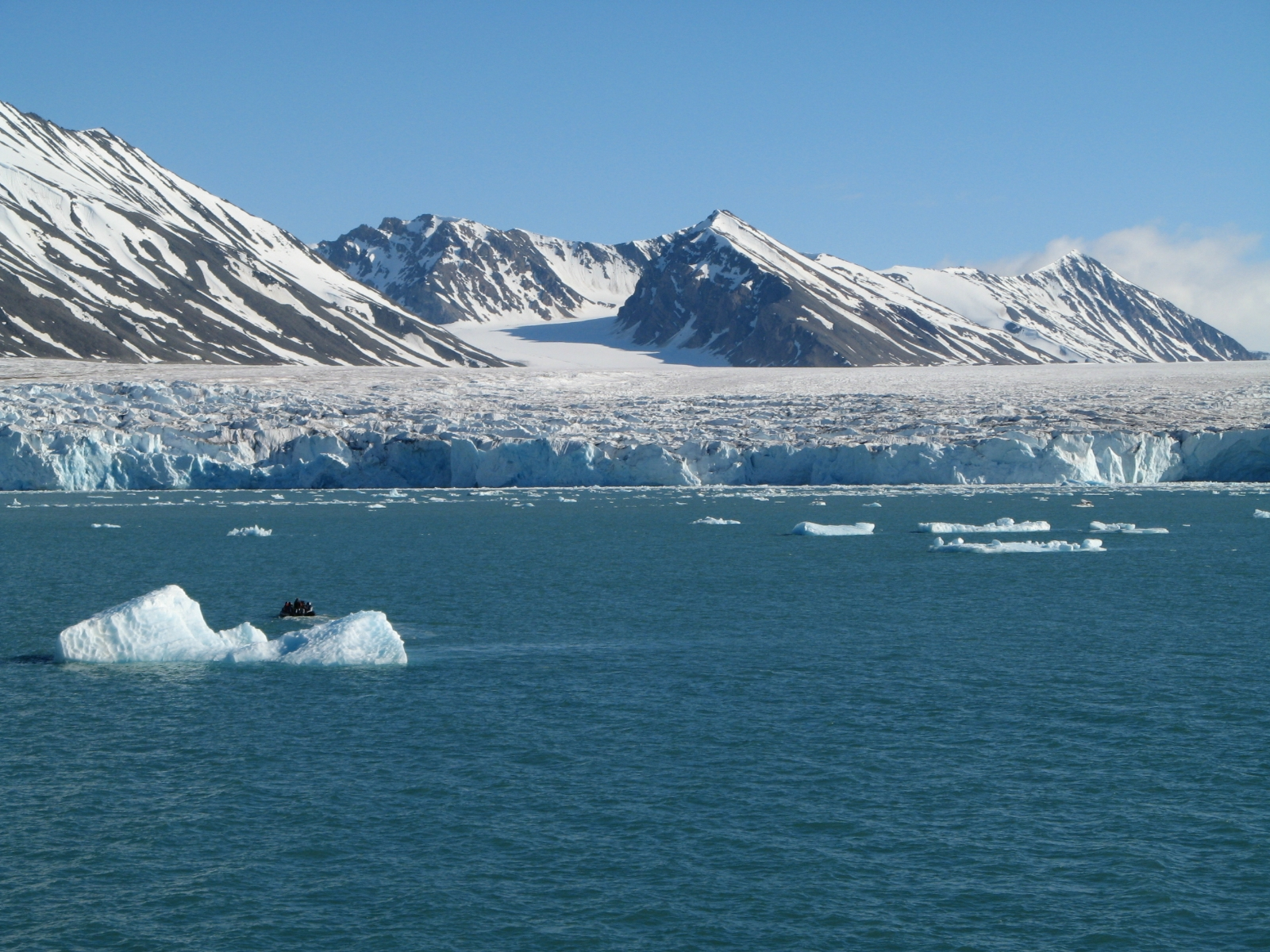
Monacobreen-Gletscher am Liefdefjorden im Haakon-VII-Land

Während des letzten Eiszeitalters, vor ca. 115.000 bis 10.000 Jahren, war Spitzbergen zwei oder drei großen Vergletscherungen ausgesetzt, bei denen eine große Eisdecke in der Barentssee wuchs und sich über einer Eisdecke von Spitzbergen erstreckte oder mit ihr zusammenfloss. Während ihres Höhepunkts erstreckten sich die Gletscher in Fjorden und Trögen bis zum Schelfabbruch westlich von Spitzbergen. Die letzte große Vereisung ereignete sich während der späten Weichsel-Kaltzeit vor etwa 25.000 bis 10.000 v. Chr. und endete mit einer Warmzeit in der Zeit vor ca. 14.000 bis 10.000 Jahren. Dadurch hinterließ die Transgression (Rückzug des Meeres) Meeresterrassen und Fluchten von erhöhten Stränden um Spitzbergen. Der isostatische Effekt deutet auf die schwerste Eisbelastung über der zentral-nördlichen Barentssee während der letzten Vereisung hin.
Während des frühen bis mittleren Holozäns waren Spitzbergens Gletscher wahrscheinlich kleiner als heute, und das Klima des frühen Holozäns war erheblich milder. Einige der heutigen Kar- und Talgletscher existierten wahrscheinlich nicht vor ca. 2500 Jahren. In der Kleinen Eiszeit während des ersten Jahrzehnts des 20. Jahrhunderts nahmen die Gletscher erheblich zu. Seitdem sind die meisten Gletscher zurückgegangen, wahrscheinlich als Folge einer erheblichen Sommererwärmung in der Zeit nach ca. 1915.